# Бурятська література
Буря́тська література — література бурятського народу, що населяє в основному Бурятію. 

## Зародження бурятської літературної традиції
Багата фольклорна спадщина представлена казками, легендами, піснями, поетичним епосом — улігерами, бурятськими варіантами поширеного в Центральній і Східнії Азії епосу «Гесер». Вважається, що сам етнонім "бурят" - літературного походження. Перша його згадка - у "Таємній історії монголів" (1240). Припускають, що ім'я походить від терміну "бурі" (монг.) - вовк, тобто має тотемний характер.   
Писемна бурятська література виникла у 18 ст. і до початку 20 століття існувала тибетською і старомонгольською мовами. Важливу роль у становленні бурятської літератури відіграв буддизм. Російська імперія, яка намагалася утримати у сфері впливу всі бурятські землі, визнала буддизм однією з офіційних релігій. Тоді ж був збудований перший бурятський монастир – Тамчінський (Гусиноозерський) дацан. Мережа нових монастирів сприяла поширенню писемності, грамоти, розвитку науки, національної літератури.